# سانتا روسا ده آگوان
سانتا روسا ده آگوان (به اسپانیایی: Santa Rosa de Aguán) یک منطقهٔ مسکونی در هندوراس است که در استان کولون واقع شده‌است. سانتا روسا ده آگوان ۱۳۱ کیلومتر مربع مساحت و ۵٬۴۳۲ نفر جمعیت دارد.